# Barbro Ericson
Barbro Helene Augusta Ericson Hederén, född Ericson 2 april 1930 i Halmstad, är en svensk operasångare (mezzosopran och alt).

## Biografi
Ericson är utbildad vid Kungliga Musikhögskolan och Operahögskolan i Stockholm. Efter att ha debuterat på Kungliga Teatern 1956 anställdes hon där 1958. Hon kom att gestalta över 100 olika roller, främst i de stora mezzorollerna i verk av Wagner, Verdi och Strauss. Hon har även gjort modernare roller som exempelvis Mother Goose och Baba i Stravinskijs Rucklarens väg, Mescalina i Ligetis Den stora makabern, Marie i Bergs Wozzeck och Madame de Croissy i Poulencs Karmelitsystrarna. Ericson har även uppträtt på flera scener i utlandet såsom Bayreuth, Salzburg, Metropolitan, Bayerische Staatsoper i München, La Scala och Covent Garden.
Hennes register spänner från Glucks Orfeus till Carmen och den höga sopranrollen som Santuzza i Mascagnis På Sicilien. Två av hennes största framgångar var 1975 som Amman i Richard Strauss Die Frau ohne Schatten och dessförinnan som Klytaimnestra i samme tonsättares Elektra.

## Priser och utmärkelser
- 1967 – Stipendium ur Set Svanholms minnesfond
- 1968 – Hovsångerska
- 1978 – Litteris et Artibus

## Diskografi (urval)
- Great Swedish Singers: Barbro Ericson. Bluebell records ABCD 094. Svensk mediedatabas.
- Verismo at the Royal Swedish Opera 1952-1962. Caprice CAP 22063. Svensk mediedatabas.
- Anna i Berlioz Trojanerna. Caprice CAP 22054.
- Ortrud i Richard Wagners Lohengrin. Med Nicolai Gedda, Aase Nordmo Løvberg, Rolf Jupither, Bengt Rundgren, Ingvar Wixell. Kungliga Operan 29 januari 1966. Hovkapellet. Dirigent Silvio Varviso. Ponto PO-1011.
- Kundry i Richard Wagners Parsifal. Bayreuth 1964. Dirigent Hans Knappertsbusch (dirigentens sista framträdande). Orfeo D'Or. Även på Golden Melodram GM 1.0004-4 CD.
- Amme in Richard Strauss Die Frau ohne Schatten. Med Birgit Nilsson, Walter Berry, Matti Kastu, Siv Wennberg. Kungliga Operan 13 december 1975. Hovkapellet. Dirigent Berislav Klobucar. Sterling CDA-1696/98. 3 CD. Svensk musikdatabas.
- Amneris i Verdis Aida. Med Anita Välkki, Set Svanholm, Sigurd Björling, Erik Saedén. Kungliga Operan 4 april 1960. Hovkapellet. Dirigent Sixten Ehrling. Opera Depot OD10366-2.
- Amneris i Verdis Aida. Med Birgit Nilsson, Kolbjörn Höiseth, Rolf Jupither, Arne Tyrén, Bengt Rundgren. Kungliga Operan 7 maj 1966. Hovkapellet. Dirigent Ino Savini. Opera Depot OD10315-2.
- Klytämnestra i Richard Strauss Elektra. Med Birgit Nilsson, Berit Lindholm. Kungliga Operan 1965. Hovkapellet. Dirigent Berislav Klobucar. House of Opera CD861.

## Filmografi
- 1953 – Marianne
- 1960 – Domaren
- 1960 – Carmen
- 1964 – Svenska bilder
- 1971 – Troll